# Nikołaj Bogdanow-Bielski
Nikołaj Pietrowicz Bogdanow-Bielski (ur. 8 grudnia 1868 w Szytikach, zm. 19 lutego 1945 w Berlinie) – rosyjski malarz.
W 1883 rozpoczął naukę u Siergieja Raczyńskiego w prowadzonej przez niego szkole w Tatiewie. Od 1894 przez rok kontynuował naukę w Cesarskiej Akademii Sztuk Pięknych w Petersburgu, a następnie wyjechał do Paryża i pobierał prywatne lekcje. Następnie powrócił do Rosji i osiadł w Petersburgu, regularnie wyjeżdżał na plenery do wsi Ostrowno nad jeziorem Udomla, gdzie poza malarstwem żył na równi z goszczącymi go gospodarzami. W Petersburgu działał w wielu stowarzyszeniach malarskich m.in. Pieriedwiżnicy (od 1895) i zgrupowania uczniów Archipa Kuindży (od 1909). Od 1903 był nauczycielem rysunku, a od 1914 czynnym członkiem Akademii Sztuki. W 1921 wyjechał na stałe na Łotwę, zamieszkał w Rydze, był członkiem działającej tam rosyjskiej korporacji Arctica. Zmarł w Berlinie i spoczywa na tamtejszym cmentarzu prawosławnym w dzielnicy Tegel.